# واتارو أسو
واتارو أسو (باليابانية: 麻生渡؛ بالكانا: あそう わたる) هو سياسي ياباني، ولد في 15 مايو 1939 في كيتاكيوشو في اليابان.